# 開普梅波因特 (新澤西州)
開普梅波因特（英語：Cape May Point）是位於美國新澤西州開普梅縣的自治市鎮。

## 人口
根據2020年美國人口普查的數據，開普梅波因特的面積為0.81平方千米，當中陸地面積為0.76平方千米，而水域面積為0.05平方千米。當地共有人口305人，而人口密度為每平方千米377人。